# Angoumois

Provinzen Frankreichs (1477)

Angoumois

Das Angoumois (in der Sprache des Poitou und der Saintonge Engoumaes, okzitanisch Engolmés) ist eine ehemalige französische Provinz, deren Grenzen weitgehend mit denen des heutigen Départements Charente übereinstimmen. Die Hauptstadt war Angoulême; die angrenzenden Provinzen waren: Limousin (Osten), Périgord (Süden), Saintonge (Westen) und Poitou (Norden).

## Landschaften
Zum Angoumois gehörten die Landschaften: 
- Ruffécois (Ruffec)
- Confolentais (teilweise) (Confolens)
- Cognaçais (Cognac)
- Horte et Tardoire

## Geschichte
Das Angoumois wurde im Jahr 866 zur Grafschaft (comté) erhoben und gehörte später zum Besitz des Hauses Valois-Angoulême, bis dieser Zweig der Kapetinger mit Philipp VI. im Jahr 1328 den französischen Thron bestieg. Bedeutendster Herrscher aus der Nebenlinie des Hauses Orléans-Angoulême war Franz I. (reg. 1515–1547), der die ehemalige Grafschaft im Jahr seiner Thronbesteigung zum Herzogtum erhob.